# هوولز
هوولز (به آلمانی: Hövels) یک شهر در آلمان است که در راینلاند-فالتس واقع شده‌است.

## خصوصیات
هوولز ۶۹۱ نفر جمعیت دارد.